# 野喉盤魚
野喉盤魚（學名：Gobiesox adustus），為輻鰭魚綱喉盤魚目喉盤魚科喉盤魚屬的其中一種，分布於中東太平洋加利福尼亞灣至厄瓜多、西中大西洋墨西哥韋拉克魯斯州圖斯潘河口的鹹水、海域，本魚呈蝌蚪形，頭寬，下凹，頭部及上唇邊緣有發達的葉狀乳突，上唇寬，前部比兩側寬得多，上頜前部有一排錐形齒，兩側各有一排略微下彎的犬齒，下頜有2排門齒，腹鰭喉位，與周圍的皮褶特化成一吸盤，吸盤大，前部、中部和後部有乳突，背鰭條11枚、臀鰭條9枚、胸鰭條23枚、尾鰭條11枚，體色棕褐色至白色，背部佈滿淺棕色和藍色斑點，斑點間有細密的藍線網狀結構，魚鰭有橫紋，背鰭前端有一黑斑，體長可達4.5公分，屬底棲性魚類，棲息在岩礁區，屬雜食性，以藻類、底棲性無脊椎動物為食。